# Xã Jefferson, Quận Somerset, Pennsylvania
Xã Jefferson (tiếng Anh: Jefferson Township) là một xã thuộc quận Somerset, tiểu bang Pennsylvania, Hoa Kỳ. Năm 2010, dân số của xã này là 1.423 người.